# Sân vận động Độc lập (Bakau)

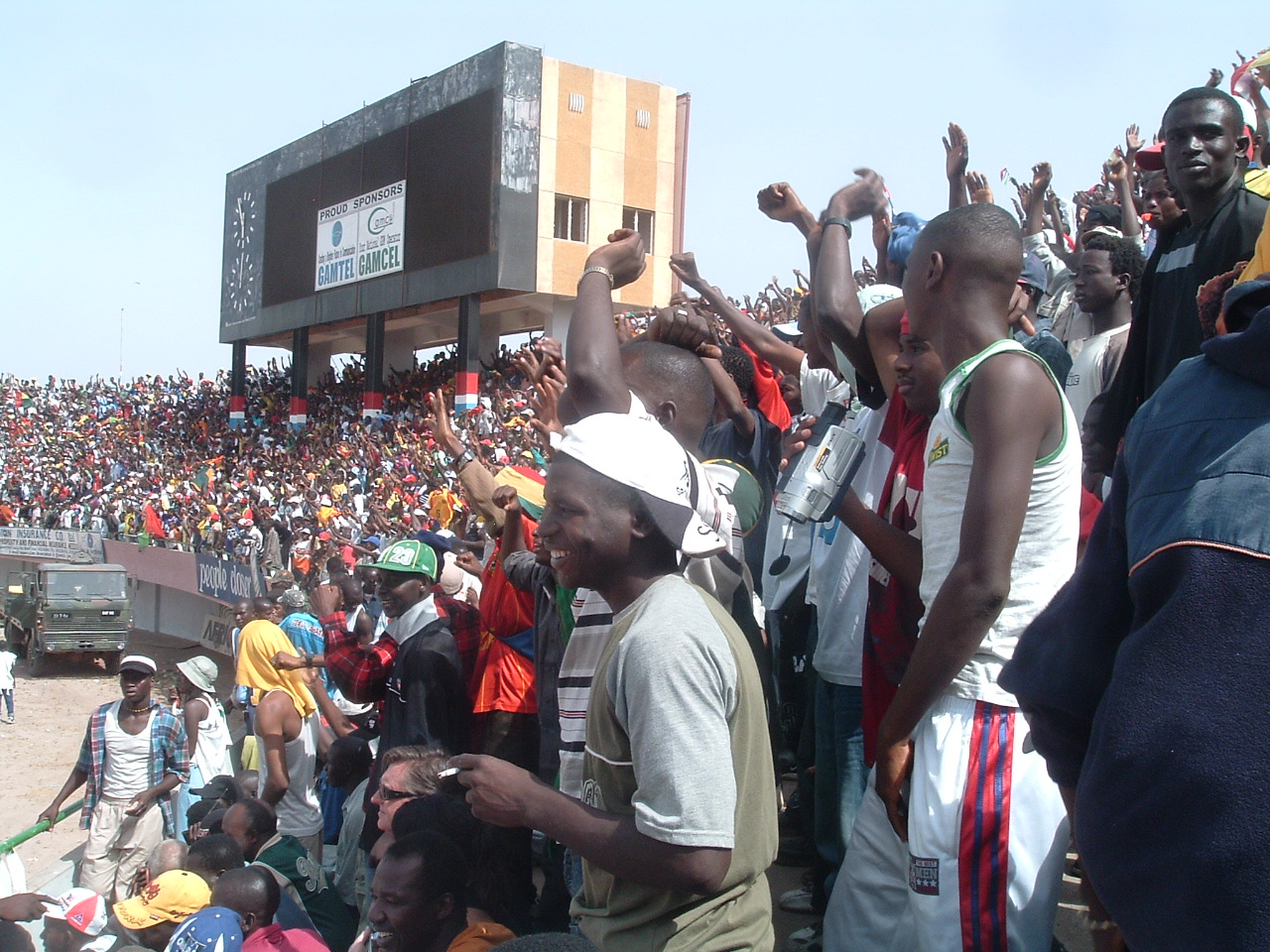
Người hâm mộ bóng đá xem trận đấu giữa Gambia và Guinée

Sân vận động Độc lập (tiếng Anh: Independence Stadium) là một sân vận động đa năng ở Bakau, Gambia. Sân hiện được sử dụng chủ yếu cho các trận đấu bóng đá, mặc dù nó cũng được sử dụng cho điền kinh, các buổi hòa nhạc, các sự kiện chính trị, hội chợ thương mại và lễ kỷ niệm quốc gia. Sân vận động có sức chứa 40.000 người.

## Sự kiện đáng chú ý

### Kỷ niệm 10 năm cách mạng 22 tháng 7
Vào ngày 22 tháng 7 năm 2004, các nguyên thủ quốc gia và các chức sắc từ một số quốc gia châu Phi, và thủ tướng Đài Loan đã tham dự một cuộc diễu hành lớn để đánh dấu kỷ niệm 10 năm ngày Tổng thống Jammeh được đảm nhận quyền lực.
Thứ Bảy, ngày 18 tháng 2 năm 2017, Lễ kỷ niệm lần thứ 52 và Lễ nhậm chức của Ngài Adama Barrow, Tổng thống Cộng hòa Gambia, đã được tổ chức tại Sân vận động Độc lập ở Bakau, Gambia.

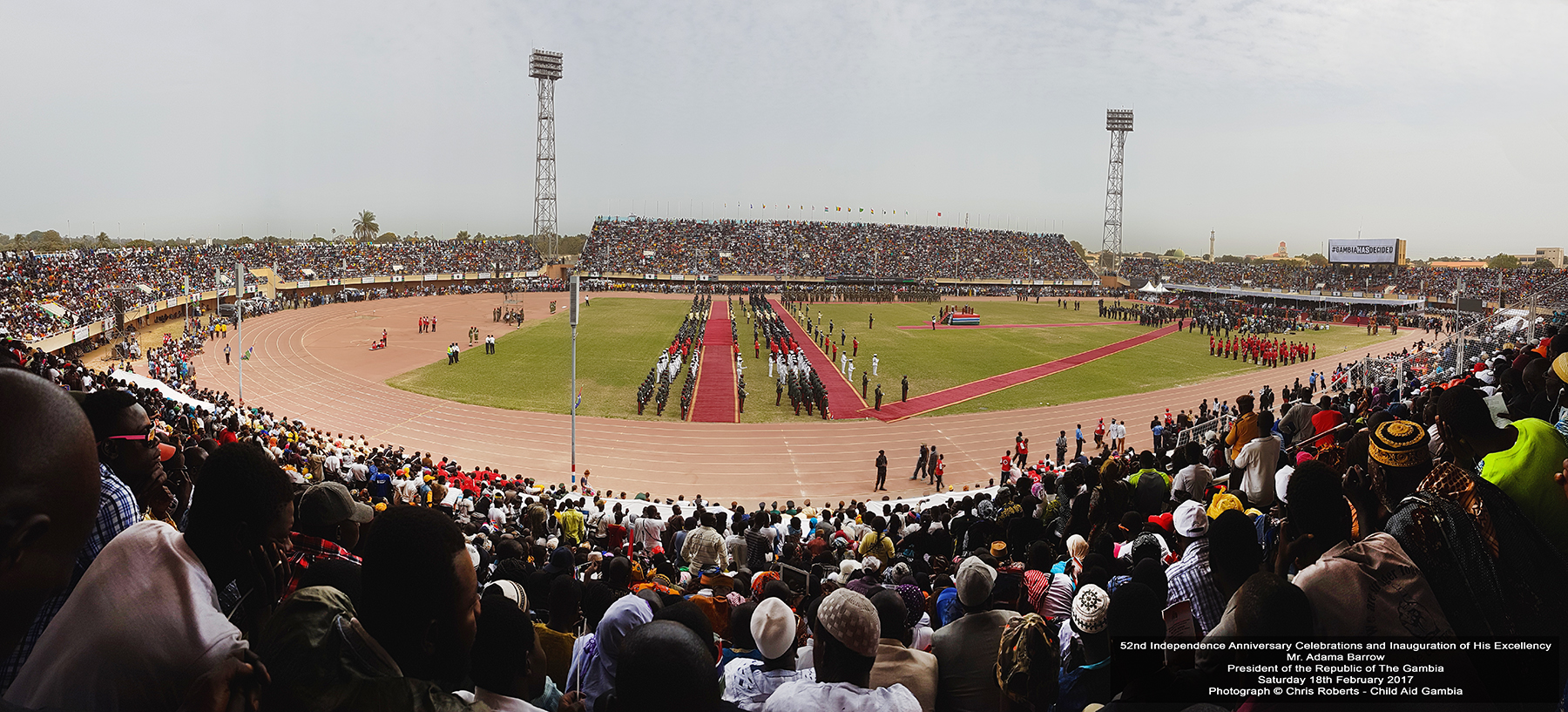
Lễ kỷ niệm Độc lập lần thứ 52 và Lễ nhậm chức của Ngài Adama Barrow, Tổng thống Cộng hòa Gambia

### Lifeline Expedition
Vào tháng 6 năm 2006, Andrew Hawkins (hậu duệ của người buôn nô lệ đầu tiên của Anh, Sir John Hawkins) và 20 người bạn từ tổ chức từ thiện Thiên chúa giáo Lifeline Expedition đã quỳ gối trước 25.000 người châu Phi để xin tha thứ cho tổ tiên của anh đã tham gia vào việc buôn bán nô lệ.
Phó Tổng thống Isatou Njie-Saidy cởi bỏ xiềng xích một cách tượng trưng trên tinh thần hòa giải và tha thứ.